# Ergasilus malnadensis
Ergasilus malnadensis is een eenoogkreeftjessoort uit de familie van de Ergasilidae. De wetenschappelijke naam van de soort is voor het eerst geldig gepubliceerd in 1988 door Venkateshappa, Seenappa & Manohar.